# Kamaru Usman
Kamarudeen „Kamaru” Usman (ur. 11 maja 1987 w Auchi) – nigeryjski zawodnik mieszanych sztuk walki (MMA). Zwycięzca 21. edycji programu The Ultimate Fighter w wadze półśredniej z 2015, były mistrz UFC w tej samej wadze w latach 2019-2022.

## Życiorys
Urodził się w Auchi, w Nigerii. Jego ojciec był majorem w armii nigeryjskiej, a matka nauczycielką. Ma dwóch braci: Kashetu i Mohammeda, z których pierwszy jest farmaceutą, a drugi podobnie jak on zawodnikiem mieszanym sztuk walki. Dorastając z matką i dwoma braćmi w Benin City, zmagał się w dzieciństwie z różnymi warunkami panującymi w swoim otoczeniu. Jego ojciec, Muhammed Nasiru Usman, który został farmaceutą w Stanach Zjednoczonych, sprowadził swoją rodzinę do kraju, gdy Kamaru miał osiem lat, imigrując do Dallas w Teksasie.

## Kariera zapaśnicza
Zaczął uprawiać zapasy w drugiej klasie szkoły średniej, w Bowie High School w Arlington, w Teksasie. Ponieważ jego ówczesny trener miał problem z wymówieniem jego imienia Kamarudeen, po dołączeniu do drużyny otrzymał przydomek „Marty”, który przylgnął do niego podczas jego amatorskiej kariery zapaśniczej. Po uzyskaniu rekordu 53-3 w zapasach w szkole średniej i zajęciu trzeciego miejsca na mistrzostwach stanu Teksas, walczył u boku Jona Jonesa na krajowym turnieju seniorów przed wyjazdem do college’u.
W college’u, trenował zapasy w Iowa William Penn University przez rok, gdzie był na krajowym turnieju kwalifikacyjnym w 2007 roku, ale nie był w stanie uczestniczyć w nim z powodu burzy śnieżnej. Połowa jego zespołu i jego trener wyjechali wcześniej na turniej bez niego, przez co sfrustrowany Usman opuścił William Penn. Później przeniósł się na University of Nebraska at Kearney (UNK), który wcześniej próbował go zwerbować pod okiem ówczesnego zapaśnika UNK, Tervela Dlagneva, a następnie pomógł Lopersom zdobyć ich pierwszy w historii tytuł drużynowy w 2008 roku. Później został umieszczony w top 3 w kraju, wszystkie trzy lata uczęszczał UNK i był dwukrotnym finalistą krajowym. Został mistrzem NCAA Division II w wadze 174 funtów w 2010 roku, kończąc sezon z rekordem 44-1 i 30 zwycięstwami z rzędu.
Wkrótce po zakończeniu kariery w stylu folkstyle, rozpoczął trenowanie zapasów w stylu wolnym i został rezydentem United States Olympic Training Center, z nadzieją na wejście do drużyny olimpijskiej w 2012 roku. Mimo że był członkiem Uniwersyteckiej Drużyny Świata USA w 2010 roku, został zepchnięty na boczny tor przez kontuzje i ostatecznie porzucił swój olimpijski cel po tym, jak nie udało mu się zakwalifikować do Prób Drużyny Olimpijskiej USA '12, przechodząc na mieszane sztuki walki. Była gwiazda National Football League (NFL) Christian Okoye, który ma pseudonim „The Nigerian Nightmare” dał Usmanowi swoje błogosławieństwo oraz zgodę na jego wykorzystanie.

## Kariera MMA

### Początki kariery
30 listopada 2012 zadebiutował zawodowo w MMA pokonując Davida Glovera przez techniczny nokaut w drugiej rundzie. 24 maja 2013 w drugim zawodowym pojedynku przegrał z Jose Caceresem przez poddanie wskutek duszenia w pierwszej rundzie.
Po serii czterech zwycięstw w 2013 i 2014 na galach Legacy FC w 2015, wziął udział w 21. edycji reality show The Ultimate Fighter.
Ostatecznie Usman wygrał program w wadze półśredniej, pokonując na finałowej gali 12 lipca 2015 Haydera Hassana przez poddanie w drugiej rundzie i otrzymując m.in. w nagrodę kontrakt z Ultimate Fighting Championship.

### UFC

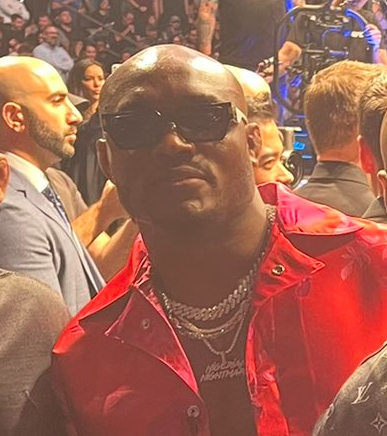
Kamaru Usman jako gość na gali UFC 274 w 2022 roku.

W pierwszej walce od wygrania TUF'a 19 grudnia 2015 zmierzył się z Brytyjczykiem Leonem Edwardsem, którego pokonał jednogłośnie na punkty.
W latach 2016–2017 pokonywał czterech rywali, głównie na punkty. Po pokonaniu Norwega Emila Weber Meeka w styczniu 2018, otrzymał szansę walki z zawodnikiem ze ścisłej czołówki kategorii półśredniej, Brazylijczykiem Demianem Maią. Zmierzył się z nim 19 maja 2018 i ostatecznie pokonał jednogłośnie na punkty.
Pod koniec roku 30 listopada, pokonał kolejnego czołowego zawodnika Rafaela dos Anjosa również na punkty, po czym 2 marca 2019 otrzymał szansę walki o mistrzostwo UFC wagi półśredniej z posiadaczem pasa Tyronem Woodleyem. Ostatecznie Usman wygrał pojedynek jednogłośnie na punkty i został nowym mistrzem, w tym pierwszym reprezentującym afrykański kraj (Nigerię).
W walce wieczoru gali UFC 258 przystąpił do trzeciej obrony mistrzowskiego pasa, mierząc się z pretendentem, Gilbertem Burnsem. W trzeciej rundzie ostro ruszył na rywala, zadając kilka mocnych uderzeń w parterze, po czym sędzia podjął decyzję o zakończeniu walki.
24 kwietnia 2021 w mieście Jacksonville na Florydzie pokonał ponownie w rewanżowym pojedynku Jorge Masvidala, którego tym razem znokautował prawym prostym na szczękę oraz dobił ciosami w parterze.
6 listopada 2021 roku na gali UFC 268 doszło do jego rewanżu z Colbym Covingtonem o mistrzostwo UFC w wadze półśredniej. Usman zachował mistrzowski pas i został ogłoszony jednogłośnie zwycięzcą pojedynku.
Podczas gali UFC 268, która odbyła się 20 sierpnia 2022 w Salt Lake City, przystąpił do szóstej obrony mistrzowskiego pasa, mierząc się ponownie z dawnym rywalem, Leonem Edwardsem. Usman nieoczekiwanie przegrał walkę przez nokaut pod koniec piątej rundy, tracąc mistrzowski tytuł. Była to jego pierwsza porażka w UFC.
Trylogia pomiędzy Usmanem i Edwardsem odbyła się 18 marca 2023 roku na gali UFC 286. Jej stawką ponownie było mistrzostwo UFC w wadze półśredniej. Ponownie musiał uznać wyższość rywala, przegrywając większościową decyzją sędziów.
W październiku ogłoszono, że wszedł na zastępstwo za kontuzjowanego Paulo Costę i zmierzył się z Chamzatem Czimajewem w pojedynku w wadze średniej 21 października 2023 na UFC 294. Przegrał większościową decyzją sędziów. Był to jego debiut w tej kategorii wagowej.
14 czerwca 2025 w walce wieczoru gali w Atlancie, zmierzył się z Joaquinem Buckleyem. Zwyciężył po pięciu rundach jednogłośnie na punkty.

## Osiągnięcia

### Mieszane sztuki walki
- 2015: zwycięzca 21. edycji The Ultimate Fighter w wadze półśredniej[15]
- 2019–2022: mistrz UFC w wadze półśredniej[16][25]

### Zapasy
- 2010: NCAA Division II – 1. miejsce w kat. 78,9 kg

## Lista walk w MMA

### Zawodowe
| Wynik     | Bilans | Przeciwnik (bilans przed walką) | Rozstrzygnięcie                      | Runda | Czas | Rozgrywki                                                       | Data       | Miejsce        | Uwagi                                                                                 |
| --------- | ------ | ------------------------------- | ------------------------------------ | ----- | ---- | --------------------------------------------------------------- | ---------- | -------------- | ------------------------------------------------------------------------------------- |
| Wygrana   | 21-4   | Joaquin Buckley (21-6)          | Decyzja (jednogłośna)                | 5     | 5:00 | UFC Fight Night: Usman vs. Buckley                              | 14.06.2025 | Atlanta        | Powrót do wagi półśredniej. Main Event                                                |
| Przegrana | 20-4   | Chamzat Czimajew (12-0)         | Decyzja (większościowa)              | 3     | 5:00 | UFC 294                                                         | 21.10.2023 | Abu Zabi       | Debiut w wadze średniej. Co-Main Event                                                |
| Przegrana | 20-3   | Leon Edwards (20-3. 1 NC)       | Decyzja (większościowa)              | 5     | 5:00 | UFC 286                                                         | 18.03.2023 | Londyn         | Pojedynek o pas mistrzowski UFC w wadze półśredniej. Main Event                       |
| Przegrana | 20-2   | Leon Edwards (19-3. 1 NC)       | KO (kopnięcie w głowę)               | 5     | 4:04 | UFC 278                                                         | 20.08.2022 | Salt Lake City | Stracił pas mistrzowski UFC w wadze półśredniej. Main Event                           |
| Wygrana   | 20-1   | Colby Covington (16-2)          | Decyzja (jednogłośna)                | 5     | 5:00 | UFC 268                                                         | 06.11.2021 | Nowy Jork      | Obronił pas mistrzowski UFC w wadze półśredniej. Main Event                           |
| Wygrana   | 19-1   | Jorge Masvidal (35-14)          | KO (prawy prosty i ciosy w parterze) | 2     | 1:02 | UFC 261                                                         | 24.04.2021 | Jacksonville   | Obronił pas mistrzowski UFC w wadze półśredniej. Bonus za występ wieczoru. Main Event |
| Wygrana   | 18-1   | Gilbert Burns (19-3)            | TKO (ciosy pięściami)                | 3     | 4:26 | UFC 258                                                         | 14.02.2021 | Las Vegas      | Obronił pas mistrzowski UFC w wadze półśredniej. Bonus za występ wieczoru. Main Event |
| Wygrana   | 17-1   | Jorge Masvidal (35-13)          | Decyzja (jednogłośna)                | 5     | 5:00 | UFC 251                                                         | 12.07.2020 | Abu Dhabi      | Obronił pas mistrzowski UFC w wadze półśredniej. Main Event                           |
| Wygrana   | 16-1   | Colby Covington (15-1)          | TKO (ciosy pięściami)                | 5     | 4:10 | UFC 245                                                         | 14.12.2019 | Las Vegas      | Obronił pas mistrzowski UFC w wadze półśredniej. Bonus za walkę wieczoru. Main Event  |
| Wygrana   | 15-1   | Tyron Woodley (19-3-1)          | Decyzja (jednogłośna)                | 5     | 5:00 | UFC 235                                                         | 02.03.2019 | Las Vegas      | Zdobył pas mistrzowski UFC w wadze półśredniej.                                       |
| Wygrana   | 14-1   | Rafael dos Anjos (28-10)        | Decyzja (jednogłośna)                | 5     | 5:00 | TUF 28: Heavy Hitters Finale                                    | 30.11.2018 | Las Vegas      | Bonus za występ wieczoru.                                                             |
| Wygrana   | 13-1   | Demian Maia (25-8)              | Decyzja (jednogłośna)                | 5     | 5:00 | UFC Fight Night: Maia vs. Usman                                 | 19.05.2018 | Santiago       | Main Event                                                                            |
| Wygrana   | 12-1   | Emil Weber Meek (9-2)           | Decyzja (jednogłośna)                | 3     | 5:00 | UFC Fight Night: Stephens vs. Choi                              | 14.01.2018 | Saint Louis    |                                                                                       |
| Wygrana   | 11-1   | Sérgio Moraes (12-2-1)          | KO (prawy sierpowy)                  | 1     | 2:48 | UFC Fight Night: Rockhold vs. Branch                            | 16.09.2017 | Pittsburgh     |                                                                                       |
| Wygrana   | 10-1   | Sean Strickland (18-1)          | Decyzja (jednogłośna)                | 3     | 5:00 | UFC 210                                                         | 08.04.2017 | Buffalo        |                                                                                       |
| Wygrana   | 9-1    | Warlley Alves (10-1)            | Decyzja (jednogłośna)                | 3     | 5:00 | UFC Fight Night: Bader vs. Nogueira 2                           | 19.11.2016 | São Paulo      |                                                                                       |
| Wygrana   | 8-1    | Aleksandr Jakowlew (24-7-1)     | Decyzja (jednogłośna)                | 3     | 5:00 | UFC on Fox: Holm vs. Shevchenko                                 | 23.07.2016 | Chicago        | Jakowlewowi został odjęty jeden punkt w rundzie 1. za złapanie klatki.                |
| Wygrana   | 7-1    | Leon Edwards (10-2)             | Decyzja (jednogłośna)                | 3     | 5:00 | UFC on Fox: dos Anjos vs. Cerrone 2                             | 19.12.2015 | Orlando        |                                                                                       |
| Wygrana   | 6-1    | Hayder Hassan (6-1)             | Poddanie (duszenie trójkątne rękoma) | 2     | 1:19 | The Ultimate Fighter: American Top Team vs. Blackzilians Finale | 12.07.2015 | Las Vegas      | Wygrał The Ultimate Fighter 21. Bonus za występ wieczoru.                             |
| Wygrana   | 5-1    | Marcus Hicks (10-3)             | TKO (ciosy pięściami)                | 2     | 5:00 | Legacy FC 33: Garcia vs. Jackson                                | 18.07.2014 | Allen          |                                                                                       |
| Wygrana   | 4-1    | Lenny Lovoto (8-2)              | TKO (ciosy pięściami)                | 3     | 1:04 | Legacy FC 30: Holm vs. Werner                                   | 04.04.2014 | Albuquerque    |                                                                                       |
| Wygrana   | 3-1    | Steven Rodriguez (2-1)          | TKO (ciosy pięściami)                | 1     | 1:31 | Legacy FC 27: Means vs. Young                                   | 31.01.2014 | Houston        |                                                                                       |
| Wygrana   | 2-1    | Rashid Abdullah (3-6)           | TKO (ciosy pięściami)                | 1     | 3:49 | Victory Fighting Championship 41                                | 14.12.2013 | Ralston        | Limit umowny -81 kg.                                                                  |
| Przegrana | 1-1    | Jose Caceres (3-3)              | Poddanie (duszenie zza pleców)       | 1     | 3:47 | CFA 11: Kyle vs. Wiuff 2                                        | 24.05.2013 | Coral Gables   |                                                                                       |
| Wygrana   | 1-0    | David Glover (0-0)              | TKO (ciosy pięściami)                | 2     | 4:50 | RFA 5: Downing vs. Rinaldi                                      | 30.11.2012 | Kearney        | Debiut w wadze półśredniej.                                                           |

### Wystawowe
| Wynik   | Bilans | Przeciwnik     | Rozstrzygnięcie         | Runda | Czas | Rozgrywki                                                | Data       | Miejsce       | Uwagi       |
| ------- | ------ | -------------- | ----------------------- | ----- | ---- | -------------------------------------------------------- | ---------- | ------------- | ----------- |
| Wygrana | 2-0    | Steve Carl     | Decyzja (jednogłośna)   | 2     | 5:00 | The Ultimate Fighter: American Top Team vs. Blackzilians | 17.06.2015 | Coconut Creek | Półfinał    |
| Wygrana | 1-0    | Michael Graves | Decyzja (większościowa) | 2     | 5:00 | The Ultimate Fighter: American Top Team vs. Blackzilians | 22.04.2015 | Coconut Creek | Ćwierćfinał |

## Życie prywatne
Kamaru i jego żona mają córkę Samirah (ur. 2014). Jego ojciec Muhammed Nasiru Usman, który był wcześniej karany w hrabstwie Tarrant za kradzieże i jazdę pod wpływem alkoholu, został skazany w maju 2010 r. za różne przestępstwa, w tym oszustwa w służbie zdrowia i pranie brudnych pieniędzy, związane z systemem oszustw w służbie zdrowia. Został skazany na piętnaście lat pozbawienia wolności i nakazano mu zapłatę 1 300 000 dolarów restytucji. Zwolniono go z FCI Seagoville 16 marca 2021 roku.